# Conicera sobria
Conicera sobria är en tvåvingeart som beskrevs av Schmitz 1936. Conicera sobria ingår i släktet Conicera och familjen puckelflugor.
Artens utbredningsområde är Kanarieöarna. Inga underarter finns listade i Catalogue of Life.